# Списък на градовете в Сан Марино
В Сан Марино реално не съществуват градове в пълния смисъл на населени места с такъв статут, а замъци (castelli) и прилежащите им църковни общини (енории). Това административно деление е запазено от 1463 г. насам, с промени единствено в броя на самостоятелните замъци и енориите.

## Списък
| Замък         | Площ      | Население (2019) | Част от Сан Марино от |
| ------------- | --------- | ---------------- | --------------------- |
| Акуавива      | 4,86 km²  | 2167             | 1243 г.               |
| Борго Маджоре | 9,01 km²  | 6946             | 12 век                |
| Доманяно      | 6,62 km²  | 3584             | 1463 г.               |
| Киезануова    | 5,46 km²  | 1152             | 1320 г.               |
| Сан Марино    | 7,09 km²  | 4063             |                       |
| Фаетано       | 7,75 km²  | 1168             | 1463 г.               |
| Фиорентино    | 6,57 km²  | 2552             | 1463 г.               |
| Монтеджардино | 3,31 km²  | 966              | 1463 г.               |
| Серавале      | 10,53 km² | 10 976           | 1463 г.               |

Едно от най-големите селища в страната Догана (около 7 хил. души) не е включено в таблицата, защото според законите на Сан Марино то е част от замъка Серавале, а не независима административна единица.